# Conservatório Brasileiro de Música
O Conservatório Brasileiro de Música (CBM) é um conservatório localizado na cidade do Rio de Janeiro, no Brasil. O centro universitário é certificado pelo MEC desde 2002 e oferece cursos de graduação em Música, Instrumento e/ou Canto. Também oferece curso de pós-graduação em Musicoterapia, Cultura & Gestão, Educação Musical e Música para Cinema, Teatro e TV, além de cursos livres de instrumentos, improvisação musical e áudio.

## História
Foi fundado em 2 de Abril de 1936, por Oscar Lorenzo Fernández, Amália Fernandez Conde, Antonieta de Souza, Ayres de Souza, Roberta de Souza Brito e Rossini da Costa Freitas.
Alguns anos após a fundação, foi aberto uma filial no bairro da Tijuca, também no Rio de Janeiro.